# 우정도서관
'우정도서관은 울산광역시 중구에 있는 공립 도서관이다.